# Maciej Kasperowicz
Maciej Kasperowicz (ros. Матвей Касперович; ur. 1869 w Wołkowysku, zm. ?) – rosyjski inżynier, działacz mniejszości rosyjskiej w Polsce, senator II RP.

## Życiorys
Po ukończeniu gimnazjum filologicznego w Mińsku i szkoły realnej w Wilnie zapisał się do Instytutu Technicznego w Petersburgu, studiował w tamtejszym Instytucie Dróg i Komunikacji uzyskująć w 1894 tytuł inżyniera. Po studiach pracował m.in. jako asystent ds. matematyki i geodezji w Instytucie, jednak karierę zawodową związał w szybko rozwijającym się w carskiej Rosji kolejnictwem. Początkowo był inspektorem w petersburskich zakładach kolejowych, później objął funkcję naczelnika kolei na odcinku Moskwa–Kijów–Woroneż, później analogiczną funkcję pełnił w Warszawie, Wilnie i Petersburgu, by w 1916 objąć zarząd nad koleją Sizrańsko-Wiaziemską.
Podczas I wojny światowej zaangażował się w pomoc uchodźcom jako przewodniczący Związku Pomocy Uciekinierom W Kałudze. W 1919 został wybrany do dumy miejskiej Mińska, pełnił również urząd ławnika. Po wyjeździe do Polski stanął na czele dyrekcji kolei wąskotorowej PKP w Wilnie.
W latach dwudziestych XX wieku związał się z działaczami rosyjskimi przebywającymi w Polsce. W kwietniu 1926 znalazł się wśród założycieli Rosyjskiego Zjednoczenia Narodowego w RP. Pełnił mandat senatora RP I kadencji, wybrano go w województwie poleskim z listy Bloku Mniejszości Narodowych. Był członkiem Klubu Białoruskiego w parlamencie, później pozostawał niezrzeszony.
Dalsze losy i data śmierci nieznana. W czasie wojny najprawdopodobniej mieszkał w Warszawie przy ul. Freta 44, figuruje w książce telefonicznej Warszawy na 1942. W następnym roku takiej książki już nie wydano.